# David Murray
David Murray, britanski dirkač Formule 1, * 28. december 1909, Edinburgh, Škotska, Združeno kraljestvo, † 5. april 1973, Las Palmas de Gran Canaria, Španija.
Debitiral je v sezoni 1950 na sploh prvi dirki v zgodovini Formule 1 za Veliko nagrado Velike Britanije, kjer pa je odstopil, uvrstitve pa ni dosegel tudi na drugih dveh dirkah, na katerih je v tej sezoni nastopil. V naslednji sezoni 1951 je nastopil na dveh dirkah in zabeležil le odstop in dirko, na kateri ni niti štartal. Zadnjič je v Formuli 1 nastopil na domači dirki za Veliko nagrado Velike Britanije v sezoni 1952, kjer je prav tako odstopil. Umrl je leta 1973 v Španiji.

## Popolni rezultati Formule 1
(legenda) (odebeljene dirke pomenijo najboljši štartni položaj, poševne pa najhitrejši krog, †-uvrščen kljub odstopu)
| Leto | Moštvo              | Šasija           | Motor               | 1      | 2   | 3   | 4   | 5      | 6       | 7       | 8   | Prv | Toč |
| ---- | ------------------- | ---------------- | ------------------- | ------ | --- | --- | --- | ------ | ------- | ------- | --- | --- | --- |
| 1950 | Scuderia Ambrosiana | Maserati 4CLT/48 | Maserati Straight-4 | VB Ret | MON | 500 | ŠVI | BEL    | FRA DNS | ITA Ret |     | -   | 0   |
| 1951 | Scuderia Ambrosiana | Maserati 4CLT/48 | Maserati Straight-4 | ŠVI    | 500 | BEL | FRA | VB Ret | NEM DNS | ITA     | ŠPA | -   | 0   |
| 1952 | Ecurie Ecosse       | Cooper T20       | Bristol Straight-6  | ŠVI    | 500 | BEL | FRA | VB Ret | NEM     | NIZ     | ITA | -   | 0   |